# Ricarville-du-Val
Ricarville-du-Val – miejscowość i gmina we Francji, w regionie Normandia, w departamencie Sekwana Nadmorska.
Według danych na rok 1990 gminę zamieszkiwało 118 osób, a gęstość zaludnienia wynosiła 21 osób/km² (wśród 1421 gmin Górnej Normandii Ricarville-du-Val plasuje się na 780. miejscu pod względem liczby ludności, natomiast pod względem powierzchni na miejscu 640.).